# Inverell
Inverell es una gran ciudad del norte del estado de Nueva Gales del Sur, situada en el río Macintyre, cerca de la frontera con Queensland. Inverell está situada en la autopista Gwydir, en la vertiente occidental de Northern Tablelands. Tiene un clima templado. En el censo de 2016, la población de Inverell era de 11 660 habitantes.

## Historia
Antes de la colonización blanca, la nación Gamilaraay (comúnmente conocida como Kamilaroi) de pueblos aborígenes vivía y ocupaba esta región. En 1848, Alexander Campbell poseía la estación de Inverell de 20 000 hectáreas en el río Macintyre. El nombre deriva del nombre de la finca del Sr. MacIntyre. La palabra es de origen gaélico y significa "lugar de encuentro de los cisnes"; de "Inver", lugar de encuentro, y "Ell", cisne.
La zona también era conocida como "Green Swamp" en la década de 1850. Los cultivadores de trigo, Colin y Rosanna Ross, establecieron una tienda allí en 1853, cuando él pidió que se hiciera un estudio de la ciudad. En 1858 se hizo y en los años siguientes se aprobó el plan y se realizó la primera venta de tierras. El municipio fue proclamado en marzo de 1872. En 1871, la población de Inverell era de 509 habitantes, que aumentaron a 1212 en 1881 y que fue creciendo lentamente con los años con el asentamiento de nuevos colonos.

### Masacre de Myall Creek
La masacre de al menos 28 indígenas australianos a manos de convictos y colonos europeos que tuvo lugar en Myall Creek, cerca de Inverell, el 10 de junio de 1838, fue notable por ser uno de los rarísimos casos en la Australia colonial en los que se ejecutó a blancos por el asesinato de indígenas. El crimen se conoció como la Masacre de Myall Creek. El 18 de diciembre de 1838, siete hombres fueron colgados públicamente en la cárcel de Sídney por esta atrocidad.
Todos los años, el domingo del fin de semana largo de junio, cientos de personas, tanto indígenas como no indígenas, se reúnen en el Myall Creek Massacre and Memorial Site para asistir a un servicio conmemorativo anual.

### Minería
Los diamantes se descubrieron en Copes Creek en 1875 y se explotaron en Copeton entre 1883 y 1922. La extracción comercial de zafiros se inició en 1919 en Frazers Creek, cerca de Inverell. Los ricos depósitos aluviales de los arroyos fueron explotados inicialmente por mineros manuales, pero se registró poca producción hasta aproximadamente 1960.

## Cultura y turismo
La Clásica ciclista de Grafton a Inverell es una carrera ciclista anual de un día. La Clásica, que comienza en Grafton, pasa por Glen Innes y termina en Inverell, es un recorrido de 230 km por la exigente cordillera de Gibraltar. La carrera comienza a 23 metros sobre el nivel del mar y asciende hasta los 1260 metros, antes de terminar en Inverell a 630 metros. La carrera dura entre seis y siete horas, dependiendo de las condiciones meteorológicas. 
El Mueso Nacional del Transporte cuenta con más de 120 exposiciones de vehículos de época, veteranos, clásicos y motocicletas en una estructura construida a tal efecto en Rifle Range Road.
Inverell es el último lugar de Australia que tiene un supermercado Coles New World. Ha resistido la presión externa para cambiar el nombre del supermercado desde principios de los años 90.

## Clima
| Parámetros climáticos promedio de Inverell Research Centre (1949–2020) | Parámetros climáticos promedio de Inverell Research Centre (1949–2020) | Parámetros climáticos promedio de Inverell Research Centre (1949–2020) | Parámetros climáticos promedio de Inverell Research Centre (1949–2020) | Parámetros climáticos promedio de Inverell Research Centre (1949–2020) | Parámetros climáticos promedio de Inverell Research Centre (1949–2020) | Parámetros climáticos promedio de Inverell Research Centre (1949–2020) | Parámetros climáticos promedio de Inverell Research Centre (1949–2020) | Parámetros climáticos promedio de Inverell Research Centre (1949–2020) | Parámetros climáticos promedio de Inverell Research Centre (1949–2020) | Parámetros climáticos promedio de Inverell Research Centre (1949–2020) | Parámetros climáticos promedio de Inverell Research Centre (1949–2020) | Parámetros climáticos promedio de Inverell Research Centre (1949–2020) | Parámetros climáticos promedio de Inverell Research Centre (1949–2020) |
| Mes                                                                    | Ene.                                                                   | Feb.                                                                   | Mar.                                                                   | Abr.                                                                   | May.                                                                   | Jun.                                                                   | Jul.                                                                   | Ago.                                                                   | Sep.                                                                   | Oct.                                                                   | Nov.                                                                   | Dic.                                                                   | Anual                                                                  |
| ---------------------------------------------------------------------- | ---------------------------------------------------------------------- | ---------------------------------------------------------------------- | ---------------------------------------------------------------------- | ---------------------------------------------------------------------- | ---------------------------------------------------------------------- | ---------------------------------------------------------------------- | ---------------------------------------------------------------------- | ---------------------------------------------------------------------- | ---------------------------------------------------------------------- | ---------------------------------------------------------------------- | ---------------------------------------------------------------------- | ---------------------------------------------------------------------- | ---------------------------------------------------------------------- |
| Temp. máx. abs. (°C)                                                   | 41.1                                                                   | 41.3                                                                   | 35.7                                                                   | 32.1                                                                   | 27.4                                                                   | 25.6                                                                   | 23.0                                                                   | 31.9                                                                   | 32.1                                                                   | 36.2                                                                   | 38.6                                                                   | 38.7                                                                   | '                                                                      |
| Temp. máx. media (°C)                                                  | 29.7                                                                   | 28.9                                                                   | 27.1                                                                   | 23.6                                                                   | 19.3                                                                   | 15.8                                                                   | 15.2                                                                   | 16.7                                                                   | 20.0                                                                   | 23.2                                                                   | 26.0                                                                   | 28.4                                                                   | 22.8                                                                   |
| Temp. mín. media (°C)                                                  | 16.4                                                                   | 16.3                                                                   | 14.5                                                                   | 11.0                                                                   | 7.5                                                                    | 4.9                                                                    | 3.6                                                                    | 4.4                                                                    | 7.0                                                                    | 10.3                                                                   | 12.8                                                                   | 15.1                                                                   | 10.3                                                                   |
| Temp. mín. abs. (°C)                                                   | 6.5                                                                    | 6.2                                                                    | 3.4                                                                    | -0.3                                                                   | -3.5                                                                   | -5.5                                                                   | -5.0                                                                   | -4.3                                                                   | -2.0                                                                   | -1.0                                                                   | 2.7                                                                    | 5.7                                                                    | '                                                                      |
| Precipitación total (mm)                                               | 99.1                                                                   | 93.9                                                                   | 69.8                                                                   | 40.2                                                                   | 47.9                                                                   | 45.5                                                                   | 47.9                                                                   | 44.4                                                                   | 48.3                                                                   | 75.8                                                                   | 87.0                                                                   | 98.9                                                                   | 798.7                                                                  |
| Días de precipitaciones (≥ 0.2mm)                                      | 9.8                                                                    | 8.4                                                                    | 6.9                                                                    | 5.6                                                                    | 6.0                                                                    | 7.0                                                                    | 7.3                                                                    | 6.6                                                                    | 6.6                                                                    | 9.2                                                                    | 9.3                                                                    | 9.9                                                                    | 92.6                                                                   |
| Horas de sol                                                           | 279.0                                                                  | 245.8                                                                  | 260.4                                                                  | 237.0                                                                  | 201.5                                                                  | 180.0                                                                  | 195.3                                                                  | 248.0                                                                  | 258.0                                                                  | 279.0                                                                  | 267.0                                                                  | 279.0                                                                  | 2930                                                                   |
| Fuente:                                                                |                                                                        |                                                                        |                                                                        |                                                                        |                                                                        |                                                                        |                                                                        |                                                                        |                                                                        |                                                                        |                                                                        |                                                                        |                                                                        |